# ايمانويل ساركودي
ايمانويل ساركودي (بالإنجليزية: Emmanuel Sarkodie)‏ هو لاعب كرة قدم غاني، ولد في 1996.